# Îles Gotō
Pour les articles homonymes, voir Goto.
Les îles Goto (五島列島, Gotō rettō, littéralement « la chaîne d'îles des cinq îles ») forment un archipel situé dans le Sud-Ouest de la mer du Japon, au large de la côte occidentale de Kyūshū. Elles font partie de la préfecture de Nagasaki au Japon.

## Géographie
L'archipel, qui s'étend sur environ 85 km, compte 140 îles au total, dont cinq principales : 
- Fukue-jima (福江島?)
- Hisaka-jima (en) (久賀島?)
- Naru-shima (en) (奈留島?)
- Wakamatsu-jima (en) (若松島?)
- Nakadōri-jima (en) (中通島?)

Il est bordé au nord par l'île de Tsushima dans le détroit de Corée, et à l'est se trouve l'île de Kyûshû et le reste de la préfecture de Nagasaki. L'archipel est à environ 100 km du port de Nagasaki. Il est parcouru par le courant de Tsushima (une branche du Kuroshio) 
La riziculture y est pratiquée, les cerfs y abondent, et les truites abondent dans les ruisseaux de montagne.
À la suite d'une fusion, la municipalité de Gotō est fondée en 2004. Elle est composée des îles de Fukue, Hisaka, Naru ainsi que de sept autres îles désertes. La municipalité de Shinkamigotō, elle-même née d'une fusion en 2004, regroupe les îles de Nakadōri et Wakamatsu.

## Histoire
Le 1er avril 1946, plusieurs sous-marins de l'ancienne marine impériale japonaise furent sabordés au large des îles Gotō par les forces américaines. Parmi eux, les sous-marins I-36, I-47, I-58, I-402 et Ro-50.

## Démographie

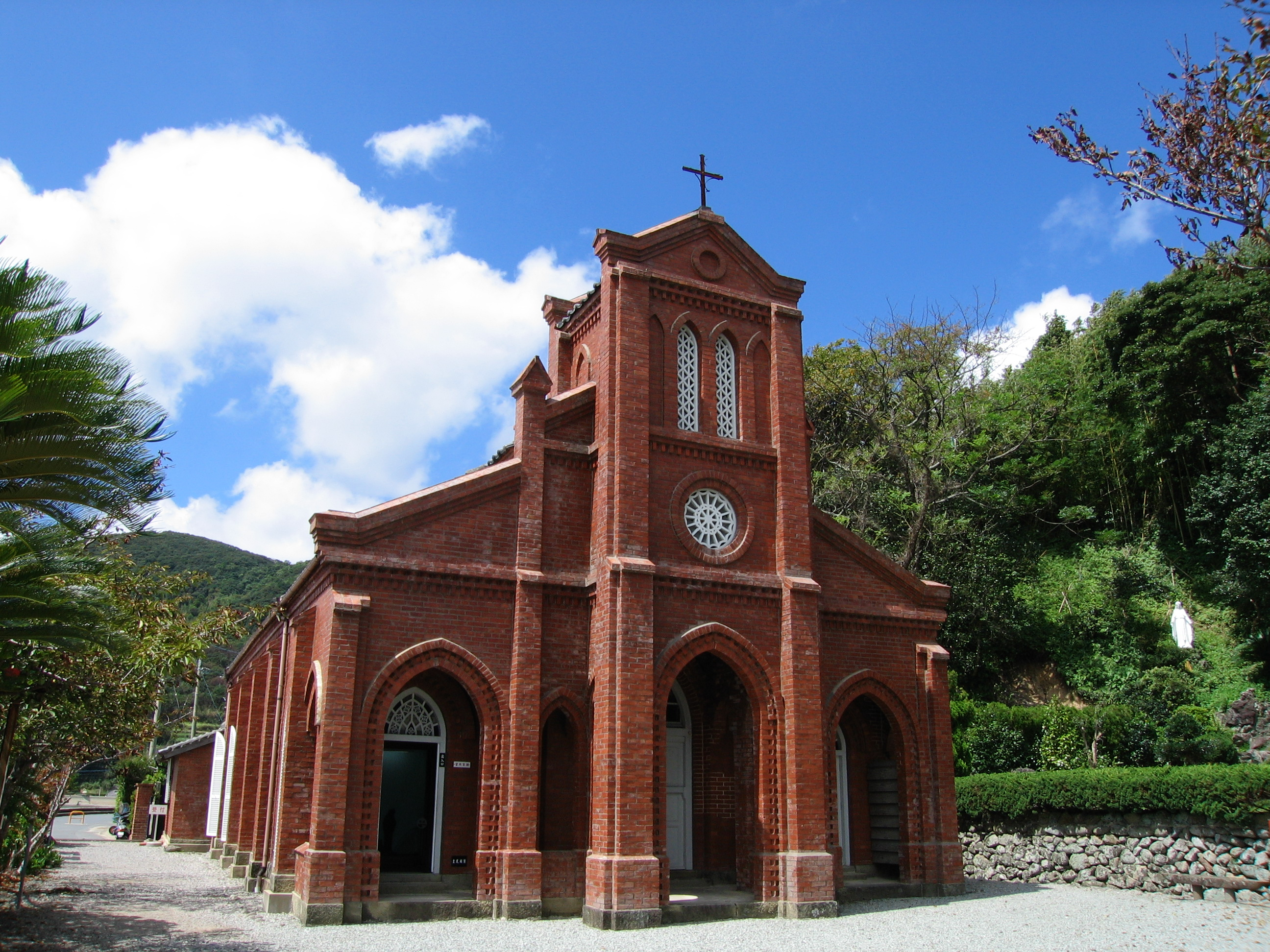
Eglise Dōzaki

Un élément historique important est l'enracinement du christianisme dans les îles. Certains des habitants descendent de chrétiens clandestins (Kakure Kirishitan), ayant adopté la foi catholique après l'introduction du christianisme au Japon à la fin du XVIe siècle par les missionnaires jésuites portugais. Ces Japonais ont été à maintes reprises persécutés et torturés par les autorités, jusqu'à la levée de l'interdiction du chritianisme promulguée après la restauration de Meiji. Des chrétiens clandestins continuent d'y vivre et pratiquer leur foi ; mais une majorité a été baptisée et est retournée dans le giron de catholicisme. Les îles comptent de nombreuses églises catholiques, la plus ancienne et la plus célèbre est l'église Dōzaki, construite en 1868 elle est située à environ 6 kilomètres au nord du port de Fukue.
Environ 15% des habitants sont de confession chrétienne, contre seulement 0,3% à l'échelle de tout le Japon[réf. souhaitée].

## Tourisme
Fukue fait partie de ces villes ayant profité de la proximité d'un chateau seigneurial pour se développer (Jōkamachi). Le vieux château de Fukue (appelé Ishida-jo) est le dernier à avoir été construit au Japon. L'année suivant l'achèvement du château, le Japon est sorti de sa période de fermeture (sakoku), Meiji venant mettre un terme a la periode féodale. Aujourd'hui, le château est sert de lycée. La plus grande partie intérieure est ouverte au public. 

## Produits
Les fruits de mer, huitres et les oursins sont les principaux produits de l'archipel. L'huile de camélia de Fukue utilisé dans l'industrie cosmétique  est célèbre dans tout le Japon.

## Transports
- Aéroport Goto-Fukue (FUJ/RJFE)
- Les services de ferry de Nagasaki et de Sasebo sont proposés par Kyusyu Shosen Co. Ltd.. Des services de ferry standard et d'hydrofoil sont exploités.
- Il existe également des services d'autobus réguliers sur l'île de Fukue.